# Dynamique réactionnelle
La dynamique réactionnelle est un domaine de la chimie physique, qui étudie pourquoi les réactions chimiques ont lieu, comment prédire leur comportement, et comment les contrôler. Elle est étroitement reliée au domaine de la cinétique chimique, sauf qu'elle s'occupe des évènements chimiques individuels sur l'échelle de longueur atomique pendant des périodes de temps extrêmement courtes. Il s'agit de la cinétique état-à-état entre les molécules des réactifs et des produits aux états quantiques particuliers, ainsi que de la distribution d'énergie entre des modes de mouvement translationnels, vibrationnels, rotationnels, et électroniques.
Les méthodes expérimentales de la dynamique réactionnelle sondent la physique des collisions moléculaires. Ces méthodes comprennent les expériences de faisceaux moléculaires croisés et de la chimiluminescence à l'infrarouge, toutes deux reconnues par le prix Nobel de chimie de 1986 octroyé à Dudley Herschbach, Yuan T. Lee et John C. Polanyi « pour leurs contributions au sujet de la dynamique des processus chimiques élémentaires ». Dans la méthode de faisceaux moléculaires croisés employée par Herschbach et Lee, des faisceaux étroits de molécules aux états quantiques sélectionnés réagissent ensemble. Ceci permet de mesurer la probabilité de réaction en fonction de variables telles que les énergies translationnelle, vibrationnelle et rotationnelle des molécules réactives ainsi que leur angle d'approche. Par contre dans la méthode de Polanyi, l'énergie vibrationnelle des produits est mesurée à l'aide de la détection de la chimiluminescence infrarouge émise par des molécules en états excités de vibration.
La femtochimie concerne l'observation spectroscopique de la dynamique réactionnelle sur les échelles de temps les plus courtes, de l'ordre d'une femtoseconde soit 10−15 s. Ce sujet a été reconnu par l'octroi du prix Nobel de chimie de 1999 à Ahmed Zewail.
En plus, des études théoriques de la dynamique réactionnelle impliquent le calcul de la surface d'énergie potentielle d'une réaction en fonction des coordonnées nucléaires, et ensuite le calcul de la trajectoire d'un point sur cette surface qui représente l'état du système. Une correction peut être effectuée pour tenir compte de l'effet tunnel quantique à travers la barrière de l'énergie d'activation, surtout pour le mouvement des atomes d'hydrogène.